# Луки (Самбірський район)
Луки́ — село в Україні, у Самбірському районі Львівської області. Населення становить 935 осіб. Орган місцевого самоврядування — Рудківська міська рада. З 9 серпня 2015 року до 25 жовтня 2020 року є центром Луківської сільської громади.

## Розташування
Село Луки розташоване у північній частині Самбірського району за 58 км від м. Львова та 18 км від м. Самбора, біля шосейної дороги Львів — Самбір — Ужгород та залізничного полотна Львів — Самбір — Турка — Ужгород.

## Історія села

### Від давніх часів до ХІХ ст.
Перша згадка про Конюшки-Семенівські (з 1960 р. — Луки) сягає 1443 року. У період Австро-Угорської монархії та Польщі населення Лук жило бідно, оскільки найкращі землі належали поміщикам.
Одна з версій походження назви села така: князівські конюхи на дністровських луках випасали табуни коней і там заснували своє поселення, від цього пішла назва Конюшки. За цією версією багато мешканців села мали прізвище Конюшецькі. Зокрема в документах є згадка що з 1553 до 1729 року належало родині панів Конюшецьких. До того часу воно мало додаткову назву — Синявські. Це пов'язано з тим, що коли внаслідок сильних дощів розливалися води, які затоплювали навколишню місцевість, вода мала синій колір.
1729 року село перейшло у власність родини Семенівських. З 1879 аж до 1939 року село було власністю родини Левицьких.

### ХХ-ХХІ століття
1960 року за часів радянської влади назву змінили на Луки. Назва села має географічний зміст, оскільки за річкою, на південь і схід від села, простягалися великі площі луків, які мають місцеву назву — Болоня. Друга частина теперішніх Лук є село Загір'я. Точної дати заснування села Загір'я не знайдено, але воно є набагато старшим за село Конюшки.
На початку XX ст. більшість населення була неписемною, не було жодної медичної установи, лютували дитячі інфекції, тиф, червінка, туберкульоз, правець та сказ, величезною була дитяча, материнська та загальна смертність.
В навколишніх селах не було великих промислових підприємств, де можна було б щось заробити. А мізерно малі клаптики землі не могли прогодувати численні сім'ї селян.
Тому люди вирушили на заробітки за кордон: Америку, Канаду, Аргентину, Австралію, лишаючи свої домівки, дітей і, часто не поверталися назад, втрачаючи здоров'я або й життя у виснажливій праці на плантаціях та шахтах.
І тільки вересень 1939 року приніс довгоочікувану свободу поневоленим західним українцям. Почався бурхливий розвиток національної культури, мови, писемності.
Восени 1941 року в нашому селі була створена патріотична підпільна група, до якої входили місцеві жителі: М. М. Бойко, М. М. Дзюбан, Д. Й. Рибак, Т. М. Франкович, М. М. Хромич. Підпльники діяли в умовах суворої конспірації і їм вдалося перерізати кабель прямого підземного зв'язку Берлін-Київ, що надовго вивело його з ладу.
Крім того, вони знищили і вивели з ладу десятки фашистських машин, спалювали заготовлені запаси продовольства, які фашисти збиралися відправити на фронт.
А 1944 року вони допомогли радянським парашутистам- розвідникам встановити і надійно замаскувати в Луках рацію, по який на той бік фронту передавалися важливі розвіддані про ворога. Ця група розвідників успішно діяла майже пів року, аж до приходу в село радянських військ.
На фронтах Другої Світової війни бились наші односельці, їх було 44. З них 14 загинули, 3 пропали безвісти. Їхні прізвища викарбувані на кам'яній стелі, що знаходиться біля підніжжя пам'ятника, який споруджено 1981 року і відкрито в День Перемоги.
За бойові заслуги 16 односельців нагороджено орденами та медалями. Луки визволено від фашистів 27 липня 1944 року.
В цей день недалеко від села був підбитий і підібраний жителями льотчик Городенцев А. І. Його поховано у сільському сквері. 9 жовтня 1967 року на його могилі відкрито пам'ятник.

## Населення

### Мова
Розподіл населення за рідною мовою за даними перепису 2001 року:
| Мова       | Кількість | Відсоток |
| ---------- | --------- | -------- |
| українська | 931       | 99.57 %  |
| російська  | 3         | 0.32 %   |
| польська   | 1         | 0.11 %   |
| Усього     | 935       | 100 %    |

## Економіка
У 2014 році в селі запустили перший в країні підприємство з виготовлення біодизелю потужністю 25 тонн палива на добу з ріпаку.

## Постаті
- Чорній Роман Ігорович (2001—2023) — солдат Збройних Сил України, учасник російсько-української війни.